# Cosmotoma triangularis
Cosmotoma triangularis là một loài bọ cánh cứng trong họ Cerambycidae.